# غاريث غريفيثز (لاعب اتحاد الرغبي)
غاريث غريفيثز (بالإنجليزية: Gareth Griffiths)‏ هو لاعب اتحاد الرغبي بريطاني، ولد في 27 نوفمبر 1931 في بنيغرايغ ‏ في المملكة المتحدة، وتوفي في 8 ديسمبر 2016.